# إعادة تأهيل مدمني المخدرات
إعادة التأهيل من المخدرات هو مصطلح لعمليات العلاج النفسي، على الاعتماد على المواد ذات التأثير النفساني مثل الكحول والمخدرات والوصفات الطبية، وأدوية الشارع مثل الهيروين والكوكايين أو الأمفيتامينات. القصد العام هو تمكين المريض من وقف إساءة استعمال المواد المخدرة، من أجل تجنب الآثار النفسية، والعواقب القانونية والمالية والاجتماعية والمادية التي يمكن أن تكون سبب، وخاصة عند الإكثار من التعاطي.

## الاعتمادية النفسية
يتم تناول التبعية النفسية في العديد من برامج إعادة تأهيل مدمني المخدرات عن طريق محاولة تعليم المريض طرق جديدة للتفاعل في بيئة خالية من المخدرات على وجه الخصوص، ويتم تشجيع المرضى عموما، وأيضا يحبذ عدم اقترانه بالأصدقاء الذين لا يزالون يستخدمون مادة تسبب الإدمان. برنامج الإثني عشر خطوة برامج تشجع المدمنين ليس فقط لوقف استخدام الكحول أو المخدرات الأخرى، بل لدراسة وتغيير العادات المرتبطة بإدمانهم. العديد من البرامج تأكد على أن التعافي هو عملية دائمة من دون التتويج بالإقلاع عن المخدرات القانونية مثل الكحول، والامتناع الكامل، بدلا من المحاولات الرامية إلى الاعتدال، والتي قد تؤدي الانتكاسة، وأكد أيضا («واحد كثيرة جدا، والف لا يكفي».) ("One is too many, and a thousand is never enough.")ما إذا كان الاعتدال هو تحقيقه من قبل أولئك الذين لديهم تاريخ الإدمان لا تزال نقطة مثيرة للجدل، لكنه يعتبر عموما ليس حلا جذريا لذا يفضل الإقلاع نهائيا وقال رسول الله صلى الله عليه وسلم: (ما أسكر كثيره، فقليله حرام).

## أنواع العلاج
هنالك أنواع مختلفة من البرامج التي تقدم المساعدة في إعادة تأهيل مدمني المخدرات، ومنها: العلاج السكني (في المستشفى)، ودعم المجموعات المحلية، ومراكز الرعاية الممتدة، منازل المقلعين عن الإدمان. (sober houses)بعض مراكز إعادة التأهيل تقدم برامج مختصة لفئات عمرية معينة أو مختصة في علاج إدمان الرجال أو النساء.
في مسح لمقدمي العلاج من ثلاث مؤسسات منفصلة (الرابطة الوطنية لمستشاري تعاطي الكحول والمخدرات، وأنظمة استرجاع الرشد وجمعية علماء النفس في السلوك الإدماني) قيست استجابة المرضى للعلاج الروحاني (الوعظ والإرشاد الديني) (أ المعتقد على نطاق القياس في الروحية الاربعة خصائص AA التي حددها كورتز ارنست)؛ عثر على عشرات تفسير 41 ٪ من المدمنين يتأثرون بالعلاج الروحي للإدمان.
البحث العلمي منذ عام 1970 يدل على ان العلاج الفعال يشمل الاحتياجات المتعددة للشخص المدمن ليس فقط تعاطي المخدرات. بالإضافة إلى ذلك، إزالة السموم بمساعدة طبية ليست سوى المرحلة الأولى من العلاج وذلك لا يساعد كثيرا في تغيير طويل الأجل لتعاطي المخدرات. 
المهنيين من المعهد الوطني لتعاطي المخدرات (NIDA) أوصوا بالعلاج الدوائي والسلوكي معا، تشكل عناصر هامة في عملية العلاجية التي تبدأ بإزالة السموم، ويتبعه العلاجات الدوائية مع الأخذ بالاعتبار ضرورة منع الانتكاس، لأن هذا أمر ضروري للحفاظ على إيجابية آثار العلاج. لذا، فإن كل نوع من العلاج يجب أن تعالج جميع جوانب حياة المريض: الخدمات الصحية الطبية والعقلية، فضلا عن متابعة الخيارات، مثل مجتمع بناء الأسرة نظم دعم الاجتماعي ومراكز علاج المخدرات والكحول توفير الدواء، التوجيه والبيئة المناسبة اللازمة، مع الأطباء والموظفين المؤهلين لتقديم المساعدة والدعم للمرضى ومساعدتهم ليكتسبو عادات حسنة، على الرغم من هذا، ومن المتوقع أن المريض أيضا لديه رغبة للتحرر من هذه الإدمان، بما أنه بعد علاجهم سيتم دمجه في المجتمع، فإن العلاج الكحول والمخدرات التي تعطى للمريض تعتمد على مستوى وشدة الإدمان. ولذلك، إذا كان مدمنا بشدة، العديد من المراكز وتقديم التسهيلات لتلك المذكورة في البداية: 
العلاج السكني وبيوت استعادة الحيوية البيوت والمنازل الخالية من المخدرات (residential treatment, recovery houses and sober houses). هنالك مراكز أخرى تهدف إلى معالجة أعم والعمل بشكل أفضل مع تقديم المشورة واستراتيجيات مماثلة أخرى.
بالنسبة للأفراد المدمنين على الأدوية والعلاجات تميل إلى ان تكون مشابهة لأولئك الذين هم من المدمنين على المخدرات التي تؤثر على أنظمة الدماغ نفسه. وبالتالي، وغالبا ما تستخدم الأدوية والعلاجات مثل البوبرينورفين والعلاجات السلوكية لتنبيه اكتئاب إدمان النظام العصبي أحيانا يستعمل (Central Nervous System depressant addiction) ومن بين العلاجات السلوكية هناك: العلاج المعرفي السلوكي: طريقة التي تساعد المرضى على الاعتراف، وتجنب التعامل مع الحالات التي على الأرجح تؤدي إلى الانتكاس. العلاج الأسري المتعدد الأبعاد: تهدف إلى تحسين أداء الأسرة، وكذلك العضو الذي يعاني من مشاكل تعاطي المخدرات. المقابلات التحفيزية: يؤكد على رغبة المرضى على تغيير سلوكهم وادخال العلاج التحفيزي: هذا الأسلوب يستفيد من التعزيز الإيجابي لتشجيع الامتناع عن الإدمان. قدمت إساءة استخدام المواد الكيميائية وإدارة خدمات الصحة العقلية قائمة من البرامج والمؤسسات التي تقدم علاجات متنوعة وفقا للفئة العمرية، ونوع من الإدمان وغيرها من الجوانب. من بين هذه البرامج ويمكن الاطلاع على: شركاء من أجل استرداد (PFR)، والعلاج الكيميائي المساعد (MAT)، واسترداد برنامج الخدمات الاجتماعية (RCSP)، والمركز الوطني لتعاطي المخدرات ورعاية الطفولة (NCSACW)

### علاج تجريبي
استكشاف طبيعة الأشياء، وهو برنامج تلفزيون CBC التي كتبها ديفيد سوزوكي، وهو علاج تجريبي المخدرات الدكتور غابورماتي الذي يعمل مع المدمنين في فان.

### العلاجات الدوائية
وتستخدم على نطاق واسع أدوية أفيونية معينة مثل الميثادون والبوبرينورفين (دواء مسكن) في الآونة الأخيرة (في اميركا "، Subutex" و"Suboxone") لعلاج الإدمان والاعتماد على المواد الأفيونية الأخرى مثل المورفين والهيروين أوكسي كودوني. 
الميثادون والبوبرينورفين من العلاجات المستخدمة لاستقرار المريض والحد من استعمال المخدرات غير المشروعة، والمخاطر المرتبطة بها، مثل المرض، والاعتقال والسجن والموت، وذلك تمشيا مع فلسفة الحد من الضرر. ويمكن استخدام الأدوية والعقاقير كإجراء وقائي (المتخذة لفترة غير محددة من الزمن)، أو استخدامها كوسائل تخلص من السموم. جميع الدراسات المتاحة التي تم جمعها في تقييم عام 2005 من العلاجات الدوائية الوطنية الأسترالية عن الاعتماد الأفيونية تشير إلى أن العلاج الأفضل هو العلاج الوقائي.] مع معدلات مرتفعة جدا (79-100 ٪) من الانتكاس في غضون ثلاثة أشهر من إزالة السموم، البوبرينورفين، والميثادون. 
ايبوغايين دواء الهلوسة التي تروج لها بعض الجماعات المتطرفة لمقاطعة كل من الاعتماد البدني والنفسي شغف لمجموعة واسعة بما في ذلك العقاقير أو المخدرات والمنبهات، والكحول والنيكوتين. حتى الآن، لم يكن هناك أي الدراسات التي تسيطر عليها تبين لها أن تكون فعالة، وقبلت به كعلاج من قبل أي جمعية الأطباء والصيادلة، أو addictionologists.
كانت هناك العديد من الوفيات ذات الصلة بتعاطي ايبوغايين، والذي يسبب عدم انتظام دقات القلب ومتلازمة كيو تي طويلة. المخدرات غير المشروعة هو الأول على جدول رقابة المخدرات في الولايات المتحدة، والمنشآت الأجنبية التي يدار تميل إلى أن تكون الرقابة قليلا، وتتراوح في معظم الأحيان إلى إحدى غرف الفندق مركز لإعادة التأهيل متوسطة الحجم. بعض مضادات الاكتئاب أيضا اظهار الاعتدال في استخدام تعاطي المخدرات، لا سيما على النيكوتين، وأنه أصبح من المعتاد للباحثين لإعادة النظر في الأدوية وافقت بالفعل لاستخدامات جديدة في إعادة تأهيل مدمني المخدرات.
وفقا للمعهد الوطني لتعاطي المخدرات (NIDA)، استقرت على المرضى جرعات كافية مستدامة من الميثادون أو البوبرينورفين يمكن أن تبقي على وظائفهم، وتفادي الجريمة والعنف، والحد من تعرضهم لفيروس نقص المناعة البشرية والتهاب الكبد الوبائي من خلال وقف أو تقليل تعاطي المخدرات والحقن المتصلة بالمخدرات خطر السلوك الجنسي. النالتريكسون هو خصم طويل المفعول الأفيونية مع آثار جانبية قليلة، [مشكوك فيها—مناقشة] [بحاجة لمصدر]، والتي عادة ما يوصف في ظروف الطبية للمرضى الخارجيين؛ على الرغم من بدء العلاج يبدأ بعد إزالة السموم الطبية في محيط سكني.
النالتريكسون كتل البهيجة (euphoric)، وجميع الآثار الأخرى للإدارة الذاتية (والتي يديرها طبيب) حبوب أو الحقن (ترك المريض في حيرة ما إذا كان يحتاج لعملية جراحية غير مخططة أو أي إجراء آخر أو أي إجراءات مؤلمة تتطلب السيطرة على الألم أو حتى التخدير العام، والمواد الكيميائية، وfentanil sufentanil، الأكثر شيوعا للحث على تخدير أيضا الأفيونيات التي يتم حظرها)، والحد مع الرغبة في هذا أو الإدمان على المخدرات. [بحاجة لمصدر] كما أنها تعمل على علاج ضد الإدمان على الكحول. الاختصاصيين [من؟] الزعم بأن تخفض خطر الانتكاس النالتريكسون خلال 3 أشهر الأولى بنحو 36 ٪ [مريبة—مناقشة] [بحاجة لمصدر] ومع ذلك، فإنه أبعد ما يكون أقل فعالية في مساعدة المرضى على الحفاظ على العفة أو الاحتفاظ بها في علاج المخدرات نظام (معدلات الاحتفاظ بنسبة 12 ٪ في المتوسط 90 يوما لالنالتريكسون، ومتوسط 57 ٪ في 90 يوما لالبوبرينورفين، ومتوسط 61 ٪ في 90 يوما لالميثادون). [6]
Acamprosate، وثنائي السلفيرام توبيراميت (رواية السكر المسلفنة الاختلاج) هي أيضا الأدوية التي تساعد في علاج مرضى الإدمان على الكحول. وقد أظهرت Acamprosate للعمل في المرضى الذين يعانون من الاعتماد الشديد، نظرا لأنها يمكن أن تبقي على الامتناع عن ممارسة الجنس لعدة أسابيع أو شهور. ديسفلفرام (وتسمى أيضا Antabuse) وتنتج رد فعل غير سارة للغاية عندما شرب الكحول الذي يشمل التنظيف، والغثيان، والخفقان. يعمل بشكل أفضل على المرضى الذين يعانون من ارتفاع الدافع وبعض المدمنين استخدامه فقط لحالات المخاطر المرتفعة.
تجدر الإشارة أنه في السودان وفي بعض الدول الإسلامية يمنع استعمال المواد المسكرة للعلاج لقول الرسول صلى الله عليه وسلم:«إنه ليس بدواء ولكنه داء» رواه مسلم. وفي رواية: قال رجل للنبي صلى الله عليه وسلم: عندنا أنبذة أنتداوى بها؟ قال: أهي مسكرة؟ قال: نعم، قال: إنها داء وليست بدواء، رواه مسلم والبيهقي.

### العدالة الجنائية
إعادة تأهيل مدمني المخدرات في بعض الأحيان جزء من نظام العدالة الجنائية. يجوز الحكم على الأشخاص المدانين بجرائم مخدرات لإعادة التأهيل بدلا من السجن، ومطلوبة أحيانا المدانين من يقود سيارته وهو مخمور لحضور اجتماعات المدمنين المجهولين. هناك عدد من الطرق لمعالجة في حكم بديل في حال حيازة المخدرات أو وثيقة الهوية الوحيدة، على نحو متزايد، المحاكم الأميركية على استعداد لاستكشاف خارج النطاق التقليدي لتقديم هذه الخدمة. كانت هناك دعاوى قضائية رفعت، وفاز فيما يتعلق باشتراط حضور المجهول الخمور وغيرها من الاجتماعات الإثني عشر الخطوة بأنها تتعارض مع شرط تأسيس التعديل الأول للدستور الأميركي، يفرض الفصل بين الكنيسة والدولة، وهنا في السودان عند القبض على المتعاطي وأبدى رغبته في العلاج يتم تحويله إلى مستشفى عبد العال الإدريس للعلاج (مصحة كوبر سابقا).

### طريقة العلاج «نزارالييف»
طريقة العلاج «نزارالييف»: تستند هذه الطريقة على البرنامج يتكون من أربعة مراحل. في المرحلة الأولى والثانية يتعرض الجسم إلى عملية إزالة السموم، وانتعاش الجسم من الداخل، والمرحلة الثالثة تتضمن بداية التحول النفسي، بما في ذلك تقنيات التامل الشرقية وكنتيجة للعلاج يولد الشخص واعيا ولا شعوريا مع رفض المخدرات. يتعلم المريض أن يعيش في وئام مع نفسه من خلال احتياطيات العاطفية الخاصة، دون الحاجة إلى المنشطات الكيماوية (الرفض ليس فقط من المخدرات، ولكن أيضا من مضادات الاكتئاب، التي غالبا ما توصف للمرضى عيادات علاج الإدمان). المرحلة الرابعة تشمل تدريب تغيير النفسية، والجلسة المماثلة مع التنويم المغناطيسي - العلاج النفسي الإجهاد الطاقي، اعتمادا على الخصائص النفسية للمريض فرصة اختيار العلاج البديل- الحج 250 كيلوميتر سيرا على الأقدام. بالإضافة إلى العلاج لمدمن المخدرات تضم البرنامج تصحيح الصحة النفسية والنفسانية لأشخاص الذين يسمون الشخص المرافق. لبدء العلاج، يجب على المريض الاعتراف بأنه مريض.

## الاستشارة الطبية والنفسية
العلاج التقليدي للإدمان يقوم في المقام الأول على تقديم المشورة. ومع ذلك، فقد أظهرت الاكتشافات الحديثة أولئك الذين يعانون من الإدمان غالبا ما يكون لديهم خلل في التوازن الكيميائي التي تجعل من عملية التعافي أكثر صعوبة.
المستشارون يساعدون الأفراد لتحديد السلوكيات والمشاكل المتعلقة في إدمانهم. ويمكن أن يتم ذلك على أساس فردي، لكنه أكثر شيوعا العثور عليه في إطار مجموعة ويمكن أن تشمل المشورة الأزمة، وتقديم المشورة أسبوعية أو يومية، وانخفاض في الدعم للإرشاد. الاستشاريين تدربوا على وضع برامج التعافي التي تساعد على إعادة تأسيس السلوكيات الصحية وتوفير استراتيجيات التأقلم كلما حدثت حالة خطر من الشائع جدا أن نرى منهم أيضا العمل مع أفراد الأسرة الذين يتأثرون من الإدمان للفرد، أو في المجتمع من أجل منع الإدمان وتثقيف الجمهور. 
وينبغي أن يكون المستشارين قادرين على التعرف على كيف أن الإدمان يؤثر على الشخص كله ولمن حوله هي أيضا ذات الصلة الإرشاد إلى «التدخل»، وهي العملية التي تطلب أسرة المدمن على مساعدة من المهنية من أجل الحصول على هذا الشخص في العلاج. تبدأ هذه العملية مع واحد من أهداف هذا المهنيين الأول : الانهيار حرمان الشخص مع الإدمان. الحرمان يعني عدم وجود رغبة من المرضى أو الخوف من مواجهة الطبيعة الحقيقية للإدمان، وعلى اتخاذ أي إجراء لتحسين حياتهم، إلى جانب الاستمرار في السلوك المدمر. 
مرة واحدة هذا قد تحقق، وينسق المهنية مع أسرة المدمن لتقديم الدعم لهم على الحصول على هذه العائلة لإعادة تأهيل مدمني المخدرات الكحول على الفور، مع الاهتمام والرعاية لهذا الشخص. خلاف ذلك، سوف يطلب من هذا الشخص ترك ونتوقع أي دعم من أي نوع حتى الخوض في إعادة تأهيل مدمني المخدرات أو الكحول العلاج. ويمكن أيضا أن يكون هذا التدخل الذي يجرى في بيئة العمل مع الزملاء بدلا من الأسرة.

### نموذج المرض وبرنامج الإثني عشر خطوة
نموذج مرض الإدمان واعتبر لفترة طويلة من أنماط التأقلم استخدام الكحول والمواد المعروضة من قبل الأفراد المدمنين هي نتيجة للمرض مدى الحياة التي هي في الأصل البيولوجي والتي تفاقمت بسبب الطوارئ البيئية. 
هذا التصور يجعل الفرد عاجزا تماما على السيطرة على سلوكياته مما يسبب مشكلة له ويصبح غير قادر على البقاء واع بنفسه مثل الأشخاص الذين يعانون من مرض عضال غير قادرة على مكافحة هذا المرض من تلقاء نفسها من دون دواء.
العلاج السلوكي، وبالتالي، يتطلب بالضرورة قبول الأفراد لإدمانهم ونبذ نمط حياتهم السابقة، والسعي إلى شبكة اجتماعية داعمة من الأشخاص الذين يمكن مساعدتهم على البقاء واعيين.
هذه المناهج هي الميزات المثالية للاثنتا عشرة خطوة البرامج، نشرت أصلا في كتاب الكحوليون المجهولون في عام 1939 Alcoholics Anonymous in 1939 وقد تلقيا هذا النهجان كميات كبيرة من النقد، قادمة من المعارضين الذين لا يوافقون على التوجه الروحي والديني على حد سواء والنفسية والقانونية مبدأيا. مع ذلك، على الرغم من هذه الانتقادات، فقد كشفت الدراسات أن نتائج تبني برنامج اثنتي عشرة خطوة يتوقع نجاح برامج الامتناع عن ممارسة الجنس في العام - 1 لمتابعة إدمان الكحول. وقد تم التوصل إلى نتائج مختلفة عن غيرها من المخدرات، مع الخطوات الإثنتى عشرة التي أقل فائدة للمدمنين على المواد غير المشروعة، وأقل فائدة لأولئك المدمنين على المواد الأفيونية فيزيولوجيا ونفسيا والإدمان، والتي هي العلاجات الوقاية)الصيانة) المعيار الذهبي للرعاية.

### أساليب التمحور حول العميل Client-centered approaches
في كتابه المؤثر، عميل تتمحور حول العلاج الذي قدم للنهج التي تركز على العميل لتغيير العلاجية، اقترح عالم النفس كارلروجرز أن هناك ثلاثة شروط ضرورية وكافية لتغيير الشخصية : الصدد ايجابية دون قيد أو شرط، والتعاطف الدقيق، وصدق.
يعتقد روجرز وجود هذه البنود الثلاثة في العلاقة العلاجية يمكن أن تساعد الفرد على التغلب على أي مسألة مزعجة، بما في ذلك تعاطي الكحول. تحقيقا لهذه الغاية، دراسة 1957 مقارنة الفعالية النسبية لثلاثة علاجات نفسية مختلفة في علاج المدمنين على الكحول الذين كانوا ملتزمين في مستشفى حكومي لمدة ستين يوما : علاج على أساس نظرية التعلم المزدوجة (two-factor learning theory)، العميل محور العلاج (client-centered therapy)، والعلاج بالتحليل النفسي (psychoanalytic therapy). على الرغم من أن الكتاب المتوقع أن نظرية المزدوجة أن تكون أكثر فعالية، ثبت فعلا أن تكون ضارة في النتيجة. من المستغرب، أثبت العميل محور العلاج الأكثر فعالية. فقد قيل، ولكن، قد تكون هذه النتائج يمكن أن تعزى إلى الاختلاف العميق في وجهات النظر بين النوعين من العلاج. 
وهناك أساليب أحدث وأكثر تخصصية لتقديم العلاج والإدمان على الكحول. واحدة فعالة، [بحاجة لمصدر] على الرغم مكلفة جدا، وطريقة تقديم العلاج هو مدرب الوعي (عدم التعاطي) في هذا النهج، العميل يرافقه شخص في مسكنه ومكان العمل --، على مدار الساعة، -- الذي يشبه إلى حد كبير وظائف مربية لتوجيه أو سيطرة على تصرفات المريض.

### العلاج بالتحليل النفسي
هو اتباع نهج العلاج النفسي لتغيير السلوك الذي وضعه سيجموند فرويد وعدله أتباعه، وكذلك شرح أربع عمليات اجتماعية ونفسية لتعاطي المخدرات. هذا التوجه يشير إلى أن من الأسباب الرئيسية للإدمان على ضرورة الوعي للترفيه وتسن أنواع مختلفة من الأوهام مثل الجنس، وفي الوقت نفسه لتفادي تحمل المسؤولية عن ذلك.و استخدام مخدرات محفزة للأوهام والتخيلات (fantasies)، والأوهام الضارة. وافترض أيضا متلازمة الإدمان على تترافق مع مسارات الحياة التي وقعت في سياق الأحداث الصادمة والفجيعة في حياة المدمن، والمراحل التي تشمل العوامل الاجتماعية والثقافية والسياسية، والاستمناء كشكل من أشكال مهدئا الذاتي. وفي هذا النهج يكمن في تناقض صارخ مع النهج النظري المعرفي الاجتماعي للإدمان والواقع، أن السلوك في العام الذي يحمل البشر تنظيم ومراقبة ببيئاتها البيئية والمعرفية، وليس مدفوعا فقط عن طريق النبضات، القيادة الداخلية. بل بالإضافة إلى ذلك، الجنس والشذوذ الجنسي ليس سمة ضرورية في إدمان.

## النماذج المعرفية لعلاج الإدمان

### الوقاية من الانتكاس
الطريقة المؤثرة للأسلوب المعرفي السلوكي في نهج التعافي من الإدمان والعلاج طريقة ألان مرلات (Alan Marlatt) لمنع الانتكاس (1985) النهج [20] Marlatt يصف أربع عمليات النفسية والاجتماعية ذات الصلة الإدمان وعمليات الانتكاس : الكفاءة الذاتية، النتيجة المتوقعة، الصفات السببية (attributions of causality) في الخسائر، وعمليات صنع القرار. الكفاءة الذاتية يشير إلى قدرة الفرد على التعامل بكفاءة وفعالية مع الحالات المعرضة للخطر الانتكاس المثيرة. النتيجة المتوقعة تشير إلى توقعات الفرد حول الآثار النفسية لمادة تسبب الإدمان. 
المشمولات السببية الرجوع إلى نمط الفرد من المعتقدات التي تؤدي إلى الانتكاس وتعاطي المخدرات هو نتيجة لأسباب داخلية أو خارجية وعابرة (على سبيل المثال، يسمح لنفسه وضع استثناءات عندما تواجه مع ما يمكن أن تكون ظروف غير عادية). أخيرا، وتورط في عمليات صنع القرار في عملية الانتكاس كذلك. تعاطي المخدرات هي نتيجة لقرارات مجتمعة التي تؤدي إلى آثار استهلاك مسكر. علاوة على ذلك، يؤكد Marlatt بعض القرارات المشار إليها بوصفها غير ذات صلة على ما يبدو، قرارات قد تبدو غير منطقية للانتكاس، ولكن قد يكون في الواقع هي نتيجة للظروف التي تضع المستخدم في وضع بالغ الخطورة.
مثال على ذلك. نتيجة لحركة المرور الكثيفة، شخص يتعافى من تعاطي الخمور قرر بعد ظهر أحد الأيام الخروج من الطريق السريع، والسفر على الطرق الجانبية. هذا سوف يؤدي إلى خلق حالة شديدة الخطورة عندما يدرك انه يقود دون قصد في الطريق لحانته (مكان شرب الخمر (bar))المفضلة.
إذا كان هذا الشخص قادرا على توظيف استراتيجيات ناجحة لمواجهة مثل أن يلهي نفسه من الرغبة الشديدة في الشرب عن طريق تشغيل الموسيقى المفضلة، ثم قال انه سوف تجنب خطر الانتكاس (PATH 1) وزيادة فعالية له الامتناع عن المستقبل. ولكن، إذا كان يفتقر إلى آليات التعامل، على سبيل المثال، فإنه قد يبدأ تجرع الرغبة الشديدة له (PATH 2)، ثم سيكون له فعالية لخفض العفة، توقعاته من نتائج إيجابية سيزداد، وانه قد يتعرض - لعودة معزولة إلى تعاطي المسكرات. القيام بذلك يؤدي إلى ماt يشير إلى أنه انتهاك العفة تأثير، التي تتميز بالذنب لأنه يؤدي في المستقبل إلى نقصان العفة. وهذه هو طريق خطرة، Marlatt يقترح، لانتكاسة كاملة. الشكل 1، وتكييفها من Marlatt وغوردون (ص 38)، [20] والتي تم تعديلها لتقديم أمثلة للعمليات المعرفية والسلوكية التي قد تحدث عند كل منعطف من حياة الشخص الساعي للتعافي.

### العلاج المعرفي من تعاطي المخدرات
إضافة إلى ذلك عرض نموذج معرفي إضافي على أساس التعافي من تعاطي المخدرات عن طريق آرون بيك، مؤسس ووالد العلاج الإدراكي ودافع عنه في كتابه سنة 1993، العلاج المعرفي لتعاطي المخدرات. [21] وهذا العلاج يقوم على افتراض امتلاك الأفراد المدمنين المعتقدات الأساسية، في كثير من الأحيان لا يمكن الوصول إلى وعيه على الفور (إلا إذا كان المريض مكتئبا). 
هذه المعتقدات الأساسية، مثل : «أنا غير مرغوب فيه ،» تفعل نظام من المعتقدات التي تؤدي إلى الإدمان وتعاطي المخدرات، وشغف الرغبة الملحة وعندما يتم تنشيط الرغبة الملحة (craving) («يمكنني أن أحتمل الانتشاء من تعاطي المخدرات ولو لمرة واحدة»). عندما يتم تفعيل مجموعة من المعتقدات المتساهلة والإباحية للتعاطي، فإن الفرد يبدأ بالسعي للحصول على المخدرات ثم يسعى لتناول المخدرات. عمل المعالج المعرفي هو كشف هذا النظام الأساسي من المعتقدات، وتحليلها مع المريض، وبالتالي من خلال الشرح والإرشاد يتم تحطيم هذه المعتقدات الأساسية. كما هو الحال مع أي علاج معرفي سلوكي، والواجبات المنزلية والتدريبات السلوكية تعمل على ترسيخ المستفاد منه أثناء جلسات العلاج. 

### تنظيم العاطفة، والتعقل، وتعاطي المخدرات
الكثير من الأعمال الأدبية أكدت على أهمية تنظيم العاطفة في العلاج من تعاطي المواد المخدرة. من أجل توحيد المفاهيم، وهذا القسم يستخدم الإقلاع عن تعاطي التبغ كمثال كبير، ولكن بما أن المؤثرات العقلية وغيرها من النيكوتين مثل الكوكايين تنشط مسارات نفسية-دوائية (نفسية-مادية)، منهج تنظيم العاطفة قد يكــون قابل للتطبيق على نحو مماثل لمجموعة أوسع من المواد المتعاطاة. وقد ركزت النماذج المقترحة لاستخدام التبغ تأثير التعزيز السلبي (negative reinforcement) باعتباره القوة الدافعة الرئيسية للإدمان ؛ وفقا لهذه النظريات، يتم استخدام التبغ لأنه يساعد المرء على الهروب من تأثيرات الانسحابية للنيكوتين غير مرغوب فيه أو المزاجية السلبية الأخرى في الوقت الحالي، ويجري البحث لتحديد مدى فعالية النهج القائم على الذهن الإقلاع عن التدخين، حيث يتم تشجيع المرضى على تحديد وتعترف دولهم الانفعالية السلبية ومنع التأقلم، والتسرع / القهري الاستجابات التي وضعت للتعامل معهم (مثل السجائر التدخين أو غيرها من تعاطي المخدرات)
نماذج سلوكية الاستفادة من مبادئ التحليل الوظيفي للسلوك الشرب. نماذج السلوك موجود لكل من يعمل مع المسيء مادة (الجماعة تعزيز النهج) وعائلاتهم (تعزيز المجتمعات المحلية والتدريب العائلة). لقد كان كل من هذه النماذج نجاح الأبحاث لكل من النجاعة والفعالية. هذا النموذج يضع الكثير من التركيز على استخدام أساليب حل المشكلات كوسيلة لمساعدة المدمن على التغلب على إدمانه.

### علاج الإدمان من مفهومه النفسي
علاج الإدمان متعدد الأوجه فهو جسمي ونفسي واجتماعي معا بحيث يتعذر أن يتخلص الشخص من الإدمان إذا اقتصر على علاج الجسم دون النفس أو النفس دون الجسم أو تغاضى عن الدور الذي يقوم به المجتمع في العلاج.
ويبدأ العلاج في اللحظة التي يقرر فيها الشخص التوقف عن تعاطي المخدرات. ومن الأهمية بمكان أن يكون هو الذي اتخذ القرار بالتوقف ولم يفرض عليه وإلا فإنه لن يلبث أن يعود إلى التعاطي في أول فرصة تسنح له. وهنا يثور تساؤل حول القرار الذي يصدره القاضي بإيداع الشخص الذي قدم إلى المحكمة، وثبت لها أنه مدمن، لإحدى المصحات ليعالج فيه لمدة معينة والذي يبدو بجلاء أنه ليس هو الذي اتخذه وبإرادته وإنما فرضته عليه المحكمة وهل يرجح ألا يستجيب للعلاج ولا يلبث أن يعود إلى التعاطي؟ نعم من المرجح أن يحدث ذلك، وهو ما أكدته الدراسات التي أجريت على عينة من المدمنين الذين تم ايداعهم المصحات لتلقي العلاج وتبين أنهم استمروا في تعاطي المخدرات أثناء وجودهم فيها وبعد خروجهم منها.
كذلك المدمنون الذين تلح عليهم أسرهم ليدخلوا المصحات لتلقي العلاج فلا يملكون إلا الموافقة يعد طول رفض، فإنهم لا يتوقفون عن التعاطي أثناء إقامتهم بالمصحات وإلى أن يغادروها وقد فشل العلاج ولم تجن أسرهم غير الخسارة المالية الفادحة والمتمثلة في ما أنفقته على علاج غير حقيقي بالإضافة إلى المبالغ الكبيرة التي حصل عليها المدمن لإنفاقها على المخدر الذي أدمن تعاطيه.
وبالمقابل نرى المدمن الذي اتخذ قراره بالتوقف عن التعاطي، من تلقاء نفسه ودون ضغط من أحد، يقاوم بإصرار حالة الانسحاب التي تعتريه ويتحمل ما تسببه له من آلام مستعينا بما يعتقد أنه يساعده على المضي فيما قرره كالصلاة والصوم وضروب العبادة الأخرى فضلا عن وسائل العلاج البدني والنفسي. وهو ما لاحظناه في الحالات التي حالفها التوفيق.
لذلك لم يكن غريبا أن تكون نسبة الذين لم يفلح معهم العلاج وعادوا إلى الإدمان 64% من العدد الإجمالي لمن دخلوا المصحات للعلاج.
بعد أن يلمس الطبيب رغبة المدمن في العلاج وسعيه إليه يبدأ في البحث عما إذا كان قد سبق له أن تلقى علاجا أم لا، لاحتمال أن يكون للعلاج الذي تلقاه أثر ولكنه لا يظهر إلا متأخرا، وهو ما يجب أن يأخذه بعين الاعتبار، خاصة بعد ما تبين من أن أطول البرامج العلاجية وأحسنها تنظيما أسفرت عن نتائج لم يكن من الممكن التنبؤ بها.
كذلك من الأهمية بمكان التعرف على شكل العلاقة بين المدمن وبيئته الاجتماعية لعلاقة ذلك بالنتيجة التي سينتهي إليها العلاج من حيث النجاح أو الفشل، فالأشخاص الذين يتلقون دعما اجتماعيا أو أسريا يتوقع لهم أن يتحسنوا أكثر من هؤلاء الذين لا يتلقون مثل هذا الدعم.
وباختصار فإن المشكلة التي تعترض طريق تقدير العلاج هي تحديد ما الذي يحاول ذلك العلاج تحقيقه ولدى أي نوع من الأفراد. وبغض النظر عن طرق العلاج وأساليبه فإن تعاون المدمن مع من يقومون بعلاجه من أجل الشفاء من الإدمان يلعب دورا بالغ الأهمية في حدوث ذلك. غير أنه كثيرا ما يحدث أن من يتعاطون المخدرات أنفسهم يقاومون العلاج، وأنهم ولأسباب غير مفهومة لا يرغبون في الإقلاع عن الإدمان أو تلقي المساعدة وكثيرا ما قيل، بدرجة كبيرة من الاطمئنان، أنه لا يوجد شيء يمكن لأي شخص أن يعمله إذا لم يرد المدمن أن يساعد نفسه.
لذلك يجب أن يحاط المدمن علما، منذ البداية، بالاحتمالات المختلفة سواء منها المصاحبة للعلاج أو التالية له حتى إذا لم يتحقق النجاح المنشود لم يصب بخيبة أمل كبيرة أو يفقد ثقته في المعالج. كما يجب أن يكون واعيا بدوره في نجاح العلاج وفشله وأن النجاح ليس فوريا أو سريعا بالضرورة بل هو يحتاج لبلوغه إلى قدر كبير من الصبر والتحمل.
وحتى قبل أن يتقدم المدمن لتلقى العلاج فإن سعيه التلقائي إلى الشفاء من الإدمان أو الإقلاع التام عن التعاطي يجب أن يقترن لديه بالاعتقاد بوجود احتمال راجح لشفائه وهو ما يفوق في القيمة والأثر العلاج الطبي المتسم بالرعونة وعدم التعاطف أو المبالغة في التعاطف كأن يحاول الطبيب أن يعالج المدمن بتقديم مخدرات بديلة للمخدر الذي يدمنه وهو تصرف من شأنه أن يجعل التخفيف التلقائي من التعاطي أقل احتمالا لأن يتحقق، وفي أسوأ الاحتمالات يكون مصدرا لمدد قاتل من المخدرات السامة.
وبطبيعة الحال فإننا لن ندخل في تفاصيل العلاج وذلك لسببين، الأول لأنه يختلف من شخص إلى آخر، والثاني لأنه يشتمل على جهود عديدة طبية ونفسية واجتماعية بينها درجة عالية من التشابك تحتاج من أجل أن تحقق النتائج المنشودة إلى علم وخبرة وإيمان المختصين بالإضافة إلى تعاونهم مع المدمن ومع أسرته وكل من يهمهم أمره وتعاون هؤلاء معهم.

### خطوات تأهيل المدمن المتعافى
هو برنامج مكون من عدة خطوات ومراحل متبعة الهدف منها معرفة المدمن واقع مشكلتة مع الإدمان وكيفية حلها والتعامل معها مدى الحياة لضمان عدم العودة إلى التعاطى
هو برنامج يتم تنفيذة على مدار اليوم من خلال المعالجين والمشرفين المقيمين داخل ابيت على مدار ال 24 ساعة
تغير سلوكى كامل للتعامل مع المشكلات (الاجتماعية-والنفسية-والمادية-والجسمانيية) التي يسببها الإدمان
خطوات لكسر العادات السيئة المسبب لها الإدمان بمتابعة المعالجين والمشرفين داخل بيت إعادة التأهيل
برنامج رياضى لتنشيط الجسم والذهن والخروج من حلات الكسل الشديد المصاحبة للإدمان
برنامج ترفيهى ورحلات لاعادة المدمن إلى الاندماج في المجتمع وممارسة الانشطة الطبيعية
تدريب المدمن داخل البيت على تحديد اهداف قريبة المدى وبعيدة المدى والعمل على تنفيذها بصورة مستمرة
تطبيق برنامج عالمي هو الانجح حتى الآن للتعافى من الإدمان بكافة صورة
تطبيق أسلوب المجتمع العلاجى المفتوح
مجموعات وجلاسات علاجية على مدار اليوم بمعرفة المعالجيين
برنامج إرشاد اسرى لكيفية التعامل مع المدمن في الاسرة